# Jamaicatopptyrann
Jamaicatopptyrann (Myiarchus barbirostris) är en fågel i familjen tyranner inom ordningen tättingar.

## Utbredning och systematik
Fågeln förekommer enbart i öppna skogar och bergsskogar på Jamaica. Den behandlas som monotypisk, det vill säga att den inte delas in i några underarter.

## Status
IUCN kategoriserar arten som livskraftig.